# Bardolino Verona Calcio Femminile 2011-2012
Questa voce raccoglie le informazioni riguardanti l'Associazione Sportiva Dilettantistica Bardolino Verona Calcio Femminile nelle competizioni ufficiali della stagione 2011-2012.

## Stagione
Nella stagione 2011-2012 l'A.S.D. Bardolino Verona C.F. ha disputato la Serie A, massima serie del campionato italiano femminile di calcio, concludendo al secondo posto con 64 punti conquistati in 26 giornate, frutto di 21 vittorie, un pareggio e 4 sconfitte. Nella Coppa Italia è sceso in campo sin dal primo turno, dove ha eliminato il Südtirol Vintl. Dopo aver eliminato, in sequenza, il Fortitudo Mozzecane e il Mestre 1999, ai quarti di finale trova il Tavagnacco che la elimina vincendo 4-2.

## Rosa
| N. |                    | Ruolo | Calciatrice          |
| -- | ------------------ | ----- | -------------------- |
|    | Italia (bandiera)  | P     | Fabiana Comin        |
|    | Italia (bandiera)  | P     | Ketty Gava           |
|    | Svezia (bandiera)  | P     | Stéphanie Öhrström   |
|    | Italia (bandiera)  | D     | Veronica Belfanti    |
|    | Italia (bandiera)  | D     | Veronica Cantoro     |
|    | Italia (bandiera)  | D     | Beatrice De Stefano  |
|    | Italia (bandiera)  | D     | Federica Di Criscio  |
|    | Svezia (bandiera)  | D     | Maria Karlsson       |
|    | Italia (bandiera)  | D     | Michela Ledri        |
|    | Italia (bandiera)  | D     | Daiana Mascanzoni    |
|    | Brasile (bandiera) | D     | Marina Toscano Aggio |

| N. |                    | Ruolo | Calciatrice        |
| -- | ------------------ | ----- | ------------------ |
|    | Italia (bandiera)  | C     | Martina Battocchio |
|    | Italia (bandiera)  | C     | Marta Carissimi    |
|    | Italia (bandiera)  | C     | Lisa Dal Bianco    |
|    | Italia (bandiera)  | C     | Sabina Gandini     |
|    | Italia (bandiera)  | C     | Carolina Pini      |
|    | Italia (bandiera)  | C     | Silvia Toselli     |
|    | Italia (bandiera)  | C     | Marica Usvardi     |
|    | Brasile (bandiera) | A     | Dayane Rocha       |
|    | Italia (bandiera)  | A     | Melania Gabbiadini |
|    | Italia (bandiera)  | A     | Martina Gelmetti   |
|    | Italia (bandiera)  | A     | Cristiana Girelli  |

## Calciomercato
| Acquisti | Acquisti             | Acquisti      | Acquisti   |
| R.       | Nome                 | da            | Modalità   |
| -------- | -------------------- | ------------- | ---------- |
| P        | Fabiana Comin        | Venezia 1984  | definitivo |
| D        | Marina Toscano Aggio | Foz Cataratas | definitivo |
| D        | Maria Karlsson       | Jitex BK      | definitivo |
| C        | Marta Carissimi      | Torino        | definitivo |
| C        | Carolina Pini        | Bayern Monaco | definitivo |

| Cessioni | Cessioni            | Cessioni  | Cessioni   |
| R.       | Nome                | a         | Modalità   |
| -------- | ------------------- | --------- | ---------- |
| P        | Martina Aliquò      | Pordenone | definitivo |
| D        | Cristina Cassanelli | Lazio CF  | definitivo |
| D        | Elisabetta Marconi  |           | svincolata |
| D        | Roberta Stefanelli  |           | ritirata   |
| C        | Sandra Fält         | Torino    | definitivo |
| C        | Chiara Ferro        |           |            |
| C        | Sara Visconti       | Lazio CF  | definitivo |

## Risultati

### Serie A

#### Girone di andata
| Arbitro: | Nicola Andreoli (Brescia) |

|                   |           |                      |
| Nasuti 84’ (rig.) | Marcatori | 40’ Pini 86’ Girelli |

| Arbitro: | Cosimo Cataldo (Bergamo) |

|                          |           |               |
| Gabbiadini 40’ Rocha 52’ | Marcatori | 89’ Del Prete |

| Arbitro: | Riccardo Turchet (Tortolì) |

|                              |           |                       |
| Bonetti 23’, 72’ Riboldi 43’ | Marcatori | 58’ (rig.) Gabbiadini |

| Arbitro: | Fabio Cappelletto (Treviso) |

|                                             |           |  |
| Rocha 7’, 75’ De Stefano 32’ Gabbiadini 74’ | Marcatori |  |

| Arbitro: | Andrea Saccoccio (Formia) |

|  |           |                                                          |
|  | Marcatori | 35’, 51’ Gabbiadini 50’ Toselli 56’ Rocha 74’ Di Criscio |

| Arbitro: | Davide Curti (Milano) |

|                                         |           |  |
| 11’, 46’, 78’ Rocha 30’, 36’ Gabbiadini | Marcatori |  |

| Arbitro: | Davide Miele (Torino) |

|  |           |                                      |
|  | Marcatori | 10’ Rocha 16’, 65’ (rig.) Gabbiadini |

| Arbitro: | Kether Del Toso (Maniago) |

|                                        |           |  |
| Rocha 21’ Carissimi 30’ Gabbiadini 67’ | Marcatori |  |

| Arbitro: | Alessandro Chindemi (Viterbo) |

|  |           |           |
|  | Marcatori | 92’ Rocha |

| Arbitro: | Tommaso Sattin (Rovigo) |

|           |           |               |
| Rocha 80’ | Marcatori | 66’ Capovilla |

| Arbitro: | Filippo Vona (Frosinone) |

|              |           |                               |
| Visconti 77’ | Marcatori | 49’ Gabbiadini 62’ Battocchio |

| Arbitro: | Luca Torsello (Nichelino) |

|                              |           |  |
| Sabatino 14’ Alborghetti 28’ | Marcatori |  |

| Arbitro: | Alberto Sartori (Conselve) |

|                         |           |          |
| Rocha 3’ Gabbiadini 33’ | Marcatori | 87’ Erba |

#### Girone di ritorno
| Arbitro: | Stefano Bortoluzzi (San Donà di Piave) |

|                     |           |  |
| Rocha 19’, 29’, 78’ | Marcatori |  |

| Arbitro: | Mattia Dal Pan (Belluno) |

|            |           |                                      |
| Zanetti 3’ | Marcatori | 10’ Pini 18’ Gabbiadini 62’ Gelmetti |

| Arbitro: | Niccolò Zizza (Finale Emilia) |

|                                             |           |                             |
| Gabbiadini 25’, 57’ Rocha 30’ Carissimi 82’ | Marcatori | 6’, 69’ Bonetti 20’ Brumana |

| Arbitro: | Andrea Zingarelli (Siena) |

|  |           |                               |
|  | Marcatori | 16’ Rocha 46’, 64’ De Stefano |

| Arbitro: | Francesca Campagnolo (Bassano del Grappa) |

|                                                                                           |           |              |
| Rocha 10’ (37) Gabbiadini 13’, 58’ Girelli 19’ Proietti 20’ (aut.) Carissimi 59’ Pini 77’ | Marcatori | 93’ Marchese |

| Arbitro: | Francesco Acciavatti (Pescara) |

|  |           |             |
|  | Marcatori | 83’ Toselli |

| Arbitro: | Stefano Gosetto (Schio) |

|  |           |           |
|  | Marcatori | 41’ Ricco |

| Arbitro: | Roberto Basile (Genova) |

|  |           |             |
|  | Marcatori | 90’ Girelli |

| Arbitro: | Riccardo Campana (Seregno) |

|  |           |                                                           |
|  | Marcatori | 8’, 21’ Iannella 55’ Panico 64’ Manieri 8' Iannella Sandy |

| Arbitro: | Driss Abur Elkhayr (Conegliano) |

|  |           |             |
|  | Marcatori | 8’ Gelmetti |

| Arbitro: | Davide Curti (Milano) |

|                                   |           |             |
| Girelli 72’ (rig.) Rocha 83’, 85’ | Marcatori | 69’ De Luca |

| Arbitro: | David Capelli (Bergamo) |

|                                           |           |  |
| Girelli 1’ (rig.) Pini 18’, 62’ Rocha 87’ | Marcatori |  |

| Arbitro: | Luca Torsello (Nichelino) |

|  |           |                                           |
|  | Marcatori | 45’ Di Criscio 47’, 86’ Rocha 53’ Girelli |

### Coppa Italia
| Vandoies/Vintl 25 settembre 2011, ore 18:00 (CEST) Primo turno | Südtirol Vintl | 1 – 7 | Bardolino Verona |  |

| Verona 1º novembre 2011, ore 15:00 (CEST) Secondo turno | Bardolino Verona | 7 – 0 | Fortitudo Mozzecane | Stadio Aldo Olivieri |

| Verona 22 dicembre 2011, ore 20:30 CET Ottavi di finale | Bardolino Verona | 5 – 0 | Mestre 1999 | Stadio Aldo Olivieri |

| Arbitro: | Massimo Salvalaglio (Legnano) |

|                          |           |                                               |
| Di Criscio 2t’ Rocha 2t’ | Marcatori | 17’ Bonetti 2t’ Parisi 2t’ Sorvillo 82’ Mauro |

## Statistiche

### Statistiche di squadra
| Competizione | Punti | In casa | In casa | In casa | In casa | In casa | In casa | In trasferta | In trasferta | In trasferta | In trasferta | In trasferta | In trasferta | Totale | Totale | Totale | Totale | Totale | Totale | DR  |
| Competizione | Punti | G       | V       | N       | P       | Gf      | Gs      | G            | V            | N            | P            | Gf           | Gs           | G      | V      | N      | P      | Gf     | Gs     | DR  |
| ------------ | ----- | ------- | ------- | ------- | ------- | ------- | ------- | ------------ | ------------ | ------------ | ------------ | ------------ | ------------ | ------ | ------ | ------ | ------ | ------ | ------ | --- |
| Serie A      | 64    | 13      | 10      | 1       | 2       | 39      | 13      | 13           | 11           | 0            | 2            | 27           | 8            | 26     | 21     | 1      | 4      | 66     | 21     | +45 |
| Coppa Italia | -     | 3       | 2       | 0       | 1       | 14      | 4       | 1            | 1            | 0            | 0            | 8            | 1            | 4      | 3      | 0      | 1      | 22     | 5      | +17 |
| Totale       | -     | 16      | 12      | 1       | 3       | 53      | 17      | 14           | 12           | 0            | 2            | 35           | 9            | 30     | 24     | 1      | 5      | 88     | 26     | +62 |

### Statistiche delle giocatrici
Presenze e reti.
| Giocatore        | Serie A  | Serie A | Serie A     | Serie A    | Coppa Italia | Coppa Italia | Coppa Italia | Coppa Italia | Totale   | Totale | Totale      | Totale     |
| Giocatore        | Presenze | Reti    | Ammonizioni | Espulsioni | Presenze     | Reti         | Ammonizioni  | Espulsioni   | Presenze | Reti   | Ammonizioni | Espulsioni |
| ---------------- | -------- | ------- | ----------- | ---------- | ------------ | ------------ | ------------ | ------------ | -------- | ------ | ----------- | ---------- |
| M. Battocchio    | 17       | 1       | 1           | 0          | ?            | ?            | ?            | ?            | 17+      | 1+     | 1+          | 0+         |
| V. Belfanti      | 21       | 0       | 1           | 0          | ?            | ?            | ?            | ?            | 21+      | 0+     | 1+          | 0+         |
| V. Cantoro       | 20       | 0       | 1           | 1          | ?            | ?            | ?            | ?            | 20+      | 0+     | 1+          | 1+         |
| M. Carissimi     | 25       | 3       | 1           | 0          | ?            | ?            | ?            | ?            | 25+      | 3+     | 1+          | 0+         |
| F. Comin         | 0        | 0       | 0           | 0          | ?            | ?            | ?            | ?            | 0+       | 0+     | 0+          | 0+         |
| L. Dal Bianco    | 1        | 0       | 0           | 0          | ?            | ?            | ?            | ?            | 1+       | 0+     | 0+          | 0+         |
| B. De Stefano    | 19       | 3       | 0           | 0          | ?            | ?            | ?            | ?            | 19+      | 3+     | 0+          | 0+         |
| F. Di Criscio    | 25       | 2       | 3           | 1          | ?            | ?            | ?            | ?            | 25+      | 2+     | 3+          | 1+         |
| M. Gabbiadini    | 18       | 17      | 1           | 0          | ?            | ?            | ?            | ?            | 18+      | 17+    | 1+          | 0+         |
| S. Gandini       | 0        | 0       | 0           | 0          | ?            | ?            | ?            | ?            | 0+       | 0+     | 0+          | 0+         |
| K. Gava          | 0        | 0       | 0           | 0          | ?            | ?            | ?            | ?            | 0+       | 0+     | 0+          | 0+         |
| M. Gelmetti      | 22       | 2       | 0           | 0          | ?            | ?            | ?            | ?            | 22+      | 2+     | 0+          | 0+         |
| C. Girelli       | 13       | 6       | 1           | 0          | ?            | ?            | ?            | ?            | 13+      | 6+     | 1+          | 0+         |
| M. Karlsson      | 15       | 0       | 2           | 0          | ?            | ?            | ?            | ?            | 15+      | 0+     | 2+          | 0+         |
| M. Ledri         | 25       | 0       | 5           | 0          | ?            | ?            | ?            | ?            | 25+      | 0+     | 5+          | 0+         |
| D. Mascanzoni    | 18       | 0       | 1           | 0          | ?            | ?            | ?            | ?            | 18+      | 0+     | 1+          | 0+         |
| S. Öhrström      | 26       | -21     | 0           | 0          | ?            | ?            | ?            | ?            | 26+      | -21+   | 0+          | 0+         |
| C. Pini          | 24       | 5       | 4           | 0          | ?            | ?            | ?            | ?            | 24+      | 5+     | 4+          | 0+         |
| D. Rocha         | 25       | 24      | 3           | 0          | ?            | ?            | ?            | ?            | 25+      | 24+    | 3+          | 0+         |
| M. Toscano Aggio | 9        | 0       | 2           | 0          | ?            | ?            | ?            | ?            | 9+       | 0+     | 2+          | 0+         |
| S. Toselli       | 20       | 2       | 0           | 0          | ?            | ?            | ?            | ?            | 20+      | 2+     | 0+          | 0+         |
| M. Usvardi       | 5        | 0       | 0           | 0          | ?            | ?            | ?            | ?            | 5+       | 0+     | 0+          | 0+         |